# Lake Lafayette
Lake Lafayette – miasto w Stanach Zjednoczonych, w stanie Missouri, w hrabstwie Lafayette.